# Gongromastix angustipennis
Gongromastix angustipennis är en tvåvingeart som först beskrevs av Gabriel Strobl 1902.  Gongromastix angustipennis ingår i släktet Gongromastix och familjen gallmyggor. Inga underarter finns listade i Catalogue of Life.